# Чемодан

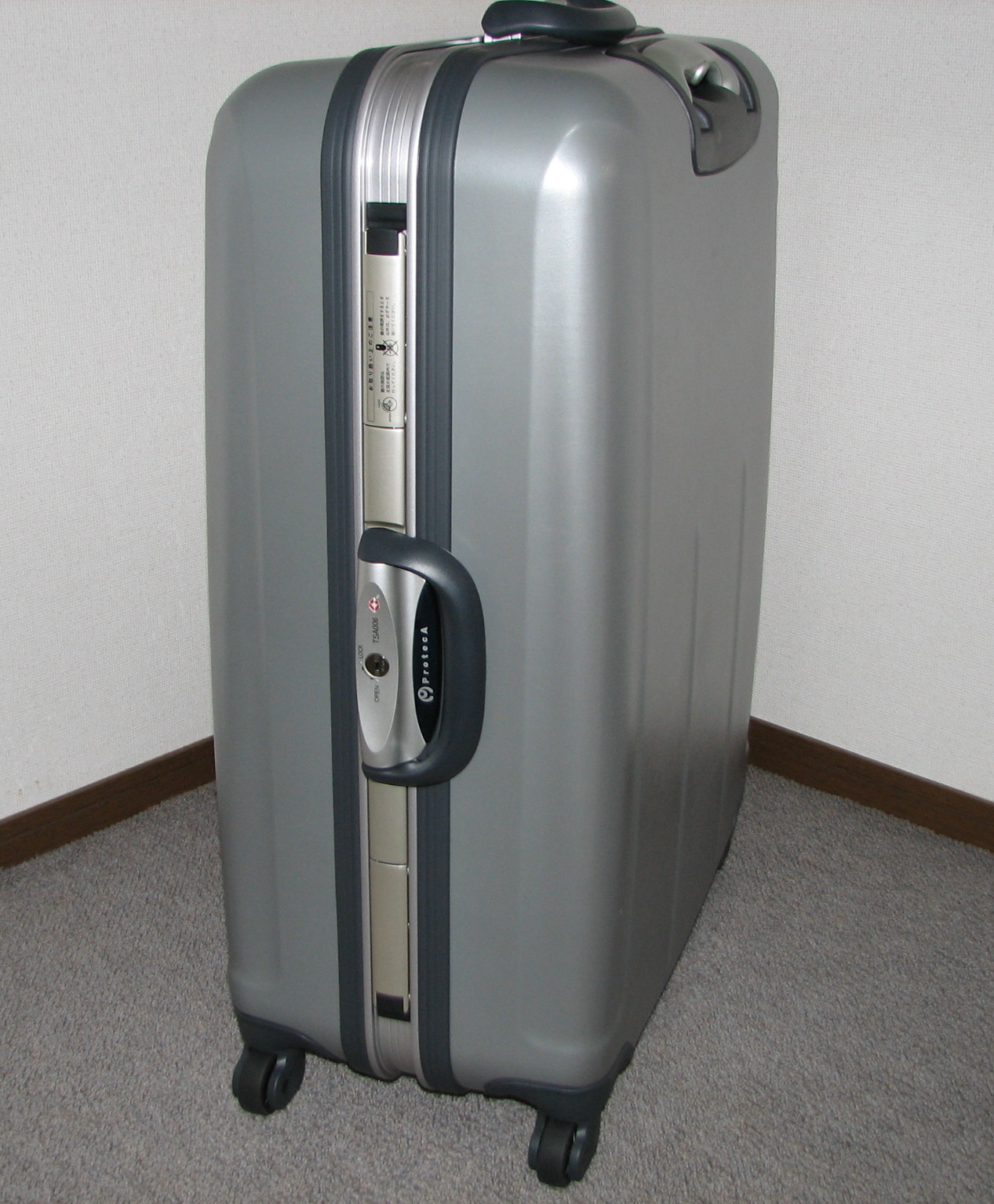
Чемодан с цифровым замком, колёсами и двумя ручками (сверху и сбоку)

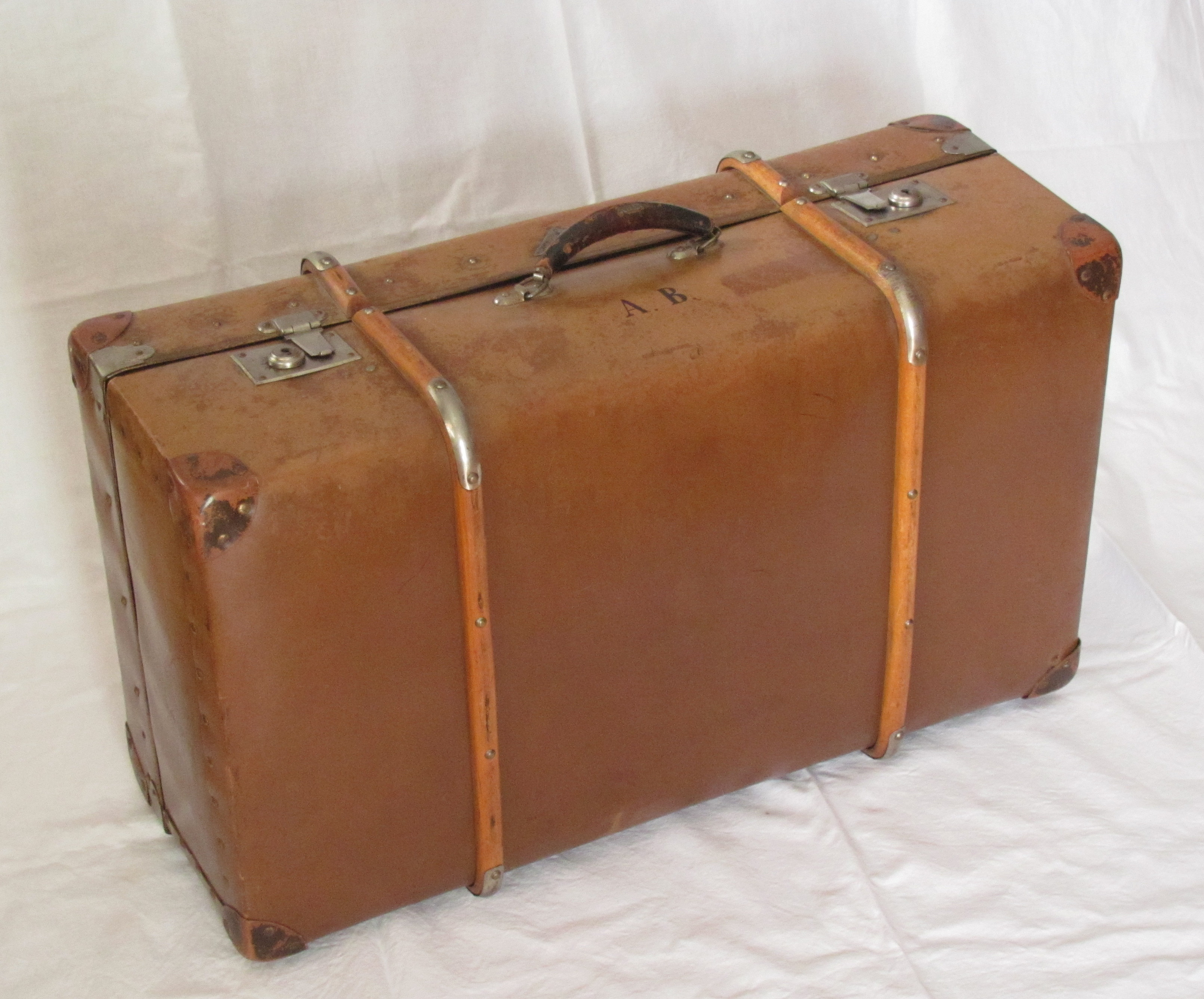
Архетипический чемодан

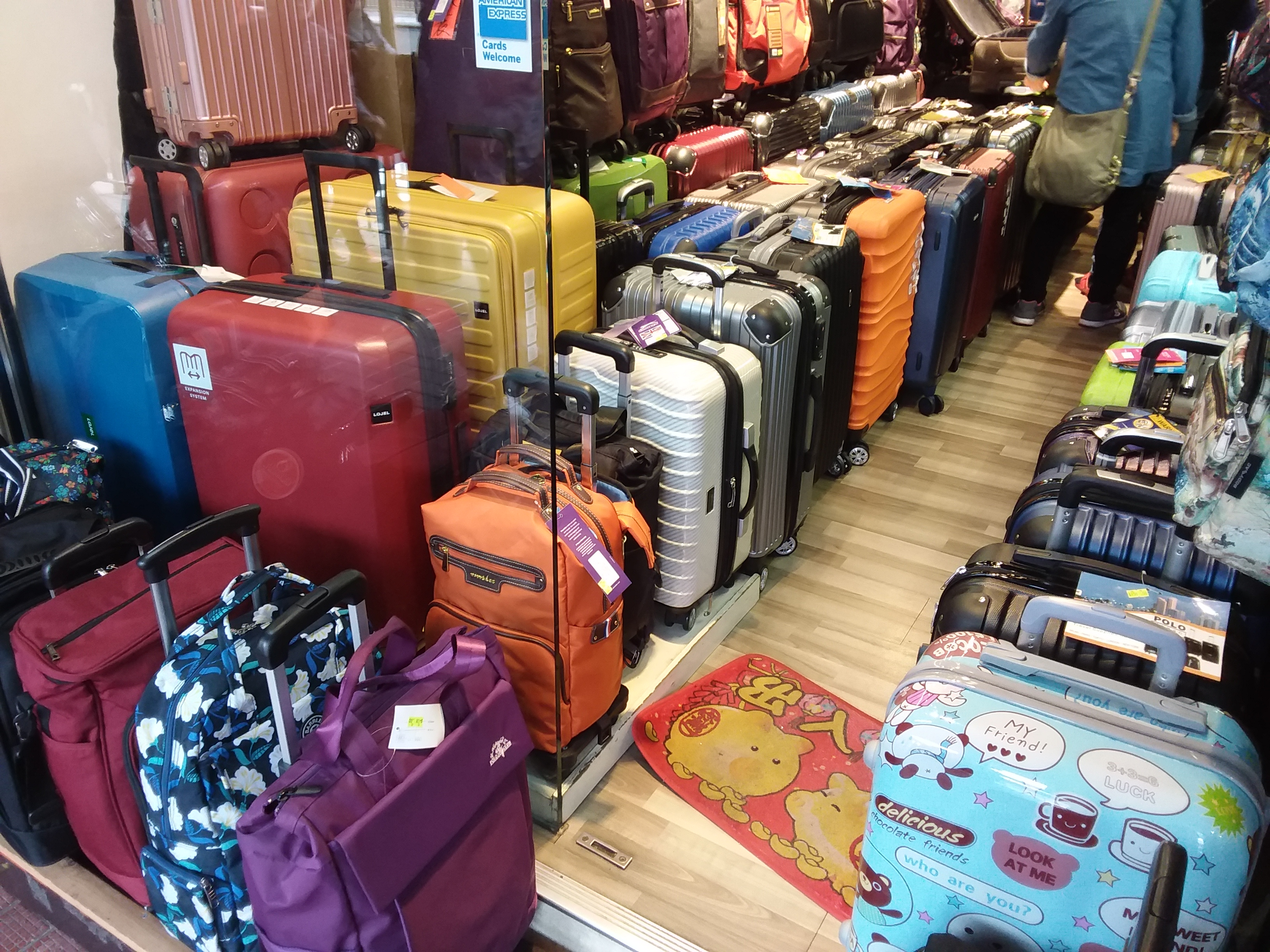
чемоданы с колёсами в магазине

Чемода́н (от перс. جامه دان‎ джомадан: جامه jāma одежда + دان dān хранитель) — тип сумки, представляющий собой коробку, используемую для хранения и транспортировки вещей.
Чемодан оснащён откидной крышкой и ручкой для переноски; изготавливается преимущественно из натуральной, искусственной кожи, древесины, фибры или синтетических материалов. Маленький чемодан — Чемоданчик. (например «Ядерный чемоданчик»).

## История чемодана
Предшественниками чемодана являлись различные по внешнему виду и характеру материалов приспособления для переноски вещей: узлы, корзины, которые с ходом времени трансформировались во всё более удобный и практичный тип сумок.
В период, когда люди перемещались в основном пешком, вещи переносили в заплечных котомках и узлах из войлока, грубой ткани, кожи, шкур. Основной вклад в создание ёмкостей для перевозки вещей принадлежит кочевым культурам, которые в силу образа жизни изобрели массу специальных мешков, сундуков и футляров, особых для каждого вида утвари, и привнесли его в культуру европейских народов. Позднее, с распространением передвижения на упряжках и повозках, запряжённых лошадьми, в моду вошли деревянные сундуки, которые удобно крепились к повозке или карете. К тому же они подходили для перевозки крупногабаритных, тяжёлых вещей, что было важно в условиях длительных путешествий, когда за собой везли и посуду, и даже шкафы с книгами. Например, в Древней Руси сундуки были обязательным элементом интерьера каждого дома и служили для хранения самых ценных вещей. Когда же доминирующим видом транспорта стали поезда и автомобили, появилась потребность в более компактном и практичном приспособлении для хранения и перевозки вещей. Им и стал чемодан, прошедший долгий путь трансформаций и усовершенствований, который не завершён и на сегодняшний день.
Знакомый нам облик чемодан приобрёл в середине XIX века. Эта заслуга принадлежит французскому мастеру Луи Вюиттону. Именно он совершил революцию в изготовлении чемоданов, придав их стенкам не выпуклую, округлую, а плоскую форму, что решило проблему хранения чемоданов — теперь их стало возможным ставить один на другой. Строго говоря, Вюиттон создал новый вид чемодана, который подобно сундуку хранил форму, но при этом изготавливался, в том числе, из мягких материалов.

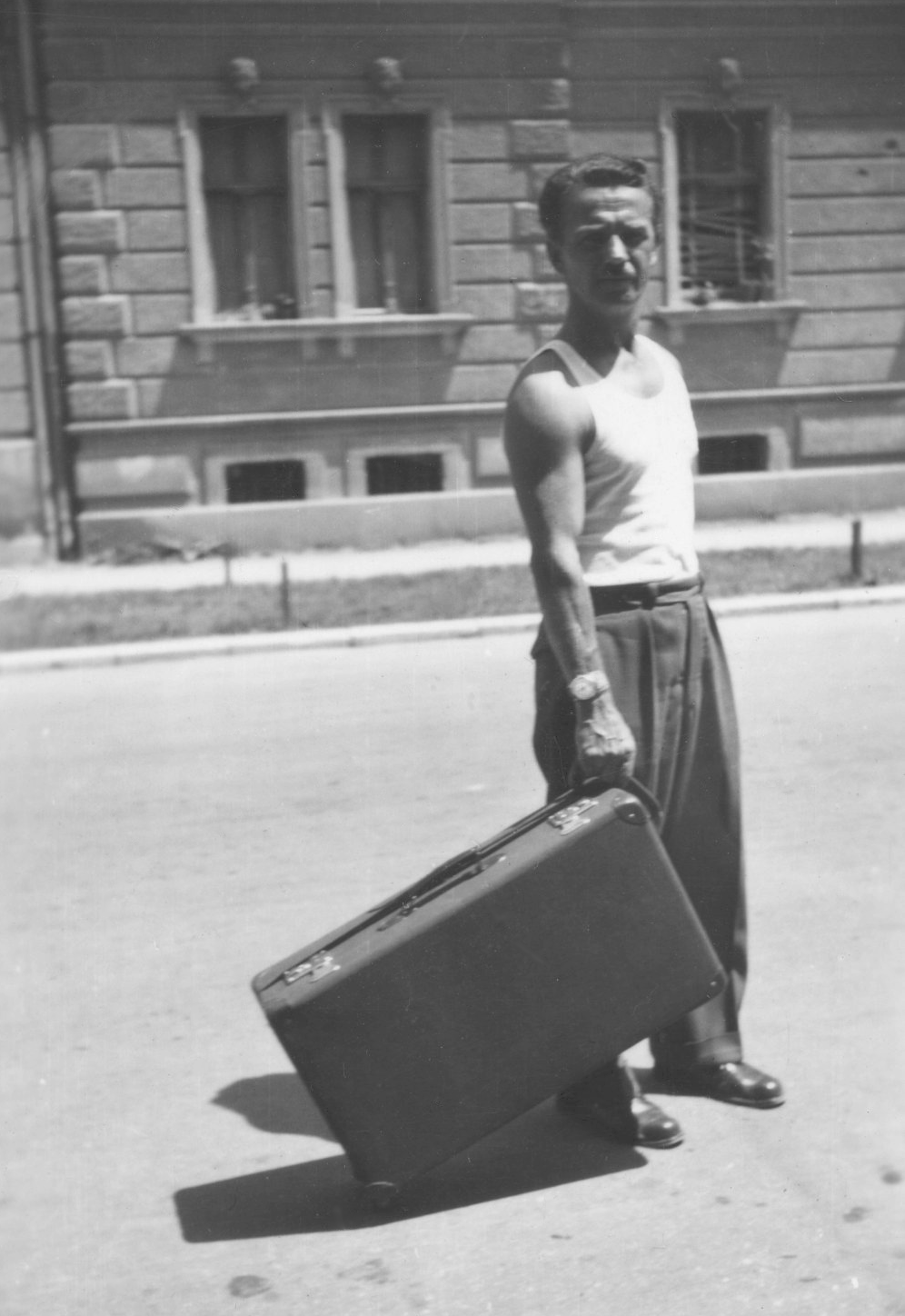
изобретатель Альфред Крупа с первым чемоданом на колёсах 1954 год

История Луи Вюиттона, как мастера чемоданных дел, началась в 1835 году, когда четырнадцатилетним подростком он приехал в Париж и поступил на службу в мастерскую по изготовлению дорожных сундуков и шляпных коробок, где проработал 18 лет — сначала подмастерьем, а потом и мастером. Выдающийся талант Луи Вюиттона был признан, и в 1853 году он стал личным упаковщиком супруги императора Наполеона III, императрицы Евгении. Вскоре после этого накопленный опыт и полученный статус позволили Вюиттону открыть собственную мастерскую в Париже на улице Neuve des Capucines. Именно тогда он выпустил первый чемодан с жёсткими стенками. Это был прорыв в истории чемоданов — вещи перестали мяться при перевозке. Чуть позднее появились чемоданы с плоскими стенками, обтянутыми сукном.

## Современные чемоданы
Основным используемым в настоящее время типом чемоданов являются чемоданы на колёсиках, которые бывают двух основных типов — двухколёсные и четырёхколёсные. Конструкция современных чемоданов бывает нескольких основных типов: жёсткая, полужёсткая и мягкая. При изготовлении чемоданов, особенно среднего и высшего ценовых диапазонов, используются современные материалы — титан, углеродное волокно и т. д. Чемоданы-рюкзаки на колёсах, с лямками для переноски, как у рюкзака.
Последней тенденцией развития чемоданов является их использование в качестве декоративных аксессуаров для путешественников. По данным SITA, развитая функциональность чемоданов стала стандартом для основных производителей, и в настоящее время основной упор делается на улучшение декоративных качеств чемоданов и их эргономики. 
В настоящее время также стали появляться умные чемоданы со встроенными аккумуляторами, с GPS, сигнализацией и т.д.